# Micrasterias truncata
Micrasterias truncata là một loài Song tinh tảo trong họ Desmidiaceae, thuộc chi Micrasterias.